# Bella Thorne
Annabella Avery Thorne (Pembroke Pines, Florida; 8 de octubre de 1997), más conocida como Bella Thorne, es una actriz, compositora, cantante, bailarina y modelo estadounidense. También ha incursionado en la escritura y en la dirección de cine.
Thorne recibió el reconocimiento por primera vez por sus papeles como Margaux Darling en la serie Dirty Sexy Money (2007-2008) y como Ruthy Spivey en la serie dramática My Own Worst Enemy (2009), la última de las cuales le valió un premio Young Artist. Obtuvo reconocimiento internacional por su papel de CeCe Jones en la serie original de Disney Channel Shake It Up (2010-2013), por la que ganó un premio Imagen. Posteriormente, Thorne protagonizó la serie dramática Famous in Love (2017-2018), por la que recibió dos nominaciones a los premios Teen Choice Awards, y ha aparecido en numerosos largometrajes, incluidos Blended (2014). Alexander and the Terrible, Horrible, No Good, Very Bad Day (2014), Alvin and the Chipmunks: The Road Chip (2015), la serie de películas The Babysitter (2017-2020). Recibió elogios por sus papeles en The Duff (2015), Amityville: The Awakening (2017), Infamous (2020) y Girl (2020).
Fuera de la actuación, Thorne se ha aventurado en la música; lanzó su sencillo debut, «Watch Me» en 2011, que se ubicó en el puesto 86 en el Billboard Hot 100 de Estados Unidos. Desde entonces, lanzó el EP Made in Japan en 2012 y el EP Jersey en 2014. Hizo su debut como directora en 2019, dirigiendo la película para adultos Her & Him, que le valió una recepción mixta, aunque ganó un premio Pornhub Visionary.

## Primeros años
Annabella Avery Thorne nació en Pembroke Pines, Florida, el 8 de octubre de 1997, hija de Tamara Thorne y Delancey Reinaldo «Rey» Thorne. Tiene tres hermanos mayores: Kaili, Danielle y Remy, que también son actores. Su padre era de ascendencia cubana y ella misma ha declarado que tiene ascendencia italiana, además de inglesa, alemana, irlandesa y galesa. Su padre murió en un accidente de tráfico en abril de 2007. Hizo pública su muerte en una entrevista en vivo en televisión local en el talk show View from the Bay en diciembre de 2008, donde recibió el apoyo de numerosas celebridades. Ella ha dicho que fue criada por una madre que mantenía a cuatro hijos, que eran muy pobres y que originalmente comenzó a trabajar como actriz infantil para ayudar a mantener a la familia.
En septiembre de 2017, Thorne reveló que había vivido en un área suburbana, hablaba español como su primer idioma y que fue intimidada mientras crecía porque era disléxica. Le diagnosticaron dislexia en primer grado. Fue educada en casa después de haber asistido anteriormente a una escuela pública, donde había sido intimidada. Mejoró su aprendizaje después de asistir a un centro de aprendizaje Sylvan y comenzó a leer y escribir un grado por delante. En abril de 2010, dijo que había superado la dislexia leyendo rigurosamente todo lo que pudo encontrar, incluidas las etiquetas de las cajas de cereales. Ella reveló en enero de 2018 que había sido abusada sexualmente desde una edad temprana hasta los 14 años. No identificó a su abusador.

## Carrera artística

### 2003-2009: Modelaje infantil y primeros papeles en la actuación
Thorne comenzó su carrera artística como modelo infantil. Desde que apareció en su primer pictórico para una revista para padres a la edad de seis semanas, Thorne protagonizaba campañas publicitarias de televisión para Digital Light Processing, Publix, y KFC, y apareciendo en anuncios impresos para marcas como Barbie, ALDO K!DS, JLO by Jennifer López, Kaiya Eve Couture, LaSenza Girl, Tommy Hilfiger, Ralph Lauren, Guess?, Target, Justice y Mudd para Kohls. También modeló para Sears. La primera aparición de Thorne en una película fue un papel no acreditado como fanática de una banda en la película de 2003 Stuck on You. Desde entonces, ha aparecido en proyectos de cine y televisión, incluidos Entourage y The O.C como una versión más joven de Taylor Townsend. En 2007, se unió al elenco recurrente de la segunda temporada de Dirty Sexy Money como Margaux Darling. Este fue su primer papel importante en televisión. La serie gira en torno al abogado y padre de familia Nick George cuando el padre de éste muere misteriosamente en un accidente de avión, acepta tomar su puesto como abogado de la familia Darling, mientras intenta descubrir quién cometió el asesinato.
En 2008, protagonizó junto a Christian Slater y Taylor Lautner en la serie dramática de corta duración My Own Worst Enemy, por la que ganó un premio Young Artist por su interpretación del personaje Ruthy Spivey; Thorne describió su casting como un gran avance, ya que era el primer papel recurrente en su carrera. Luego protagonizó la serie web Little Monk (2009), que mostraba personajes de la serie Monk, como Wendy, una de las compañeras de clase de Monk. El mismo año, protagonizó el penúltimo episodio de October Road como Angela Ferilli, el enamoramiento preadolescente de los personajes principales. Su hermano mayor, Remy, también apareció como estrella invitada en el mismo episodio interpretando la versión joven de Eddie Latekka.[cita requerida]
También en 2009, obtuvo el papel de la antagonista vengativa en la película de terror Forget Me Not. Thorne asumió un papel secundario en el drama familiar Raspberry Magic, la película se estrenó en el Festival de Cine Cinequest y en el Festival Internacional de Cine Asiático Americano de San Francisco en 2010.

### 2010-2013: Éxito internacional con Disney y carrera musical

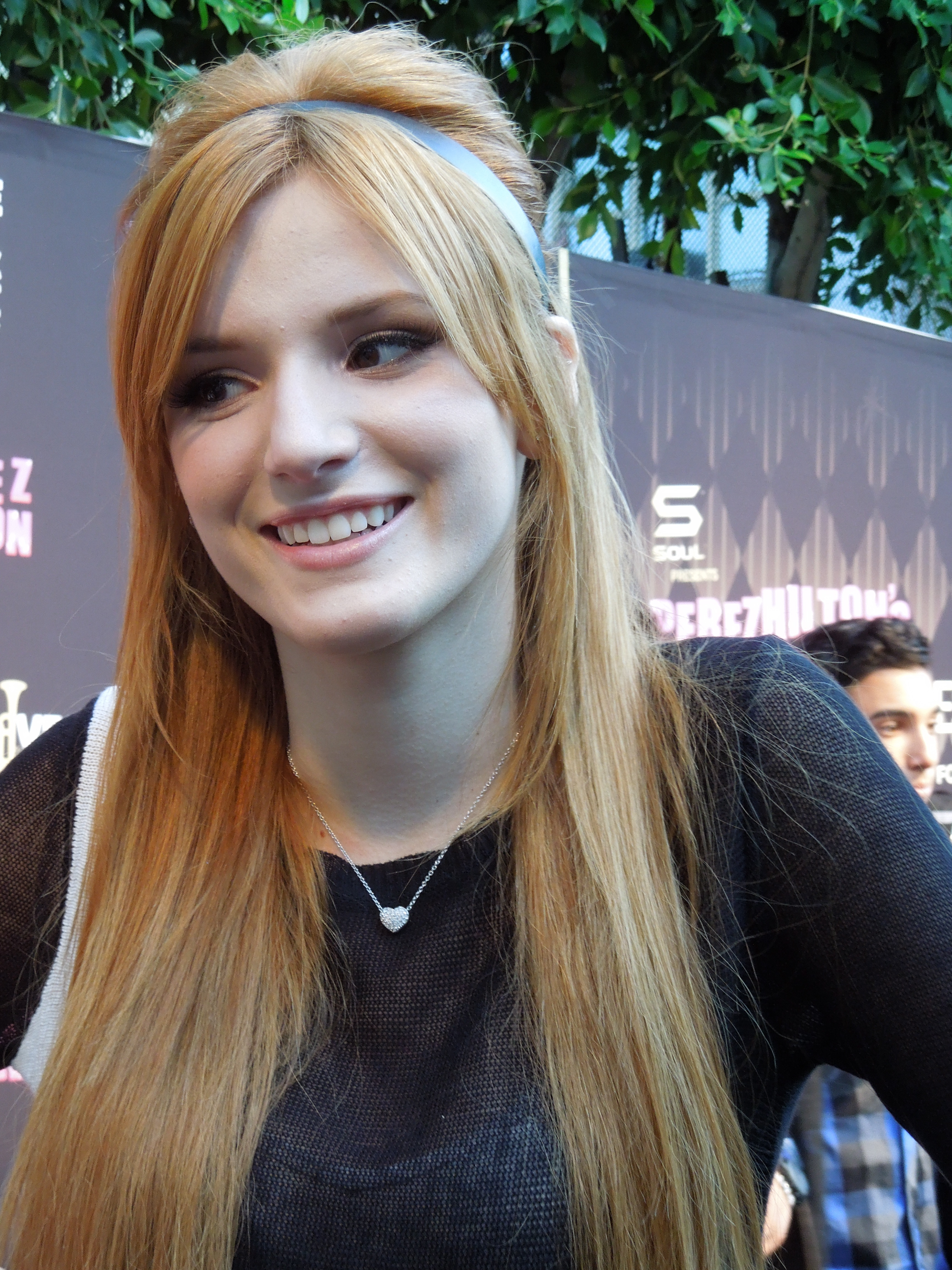
Thorne en la alfombra roja de One Night en septiembre de 2012.

En 2010, Thorne reemplazó a Jolean Wejbe como Tancy «Teenie» Henrickson, la hija menor de Bill y Barb en la cuarta temporada de Big Love de HBO. También fue estrella invitada en la tercera temporada de la serie original de Disney Channel Wizards of Waverly Place, como la novia de Max Russo (interpretado por Jake T. Austin), Nancy Lukey. Thorne coprotagonizó la serie original de Disney Channel Shake It Up, originalmente titulada Dance, Dance Chicago. Thorne interpretó a CeCe Jones, una bailarina con grandes ambiciones de una carrera en el centro de atención a pesar de tener dislexia. El programa es una comedia de amigas centrada en un espectáculo de danza para adolescentes (en un formato de espectáculo dentro de un espectáculo) coprotagonizado por Thorne y Zendaya. La serie multicámara comenzó a producirse en Hollywood, California, en julio de 2010 y se estrenó el 7 de noviembre de 2010 en Disney Channel. Si bien tenía una cartera sustancial de trabajo en televisión y cine, Thorne no tenía experiencia en baile profesional antes de ser elegida. Después de inscribirse en el programa en octubre de 2009, comenzó a tomar tres clases de baile todas las noches.
El primer sencillo de Thorne, «Watch Me», fue lanzado el 21 de junio, alcanzando el puesto 86 en las listas de Billboard Hot 100 de Estados Unidos, 9 en las listas de Top Heatseekers de Estados Unidos. y obteniendo una certificación de oro por parte de la Recording Industry Association of America (RIAA). El 29 de septiembre de 2011, Disney Channel anunció que había aumentado el pedido de la segunda temporada de Shake It Up a 26 episodios. Un episodio especial de 90 minutos, Made In Japan, se emitió el 17 de agosto de 2012 como final de la segunda temporada. El 4 de junio de 2012, Disney Channel anunció que Shake It Up había sido renovado para una tercera temporada. En 2012, Thorne fue elegida como Avalon Greene en la película original de Disney Channel Frenemies. «TTYLXOX» fue lanzado el 6 de marzo, alcanzando 97 en las listas de Billboard Hot 100 de Estados Unidos. El 30 de marzo de 2013, Hollywood Records a través de Twitter confirmó que Thorne había firmado oficialmente con el sello discográfico.

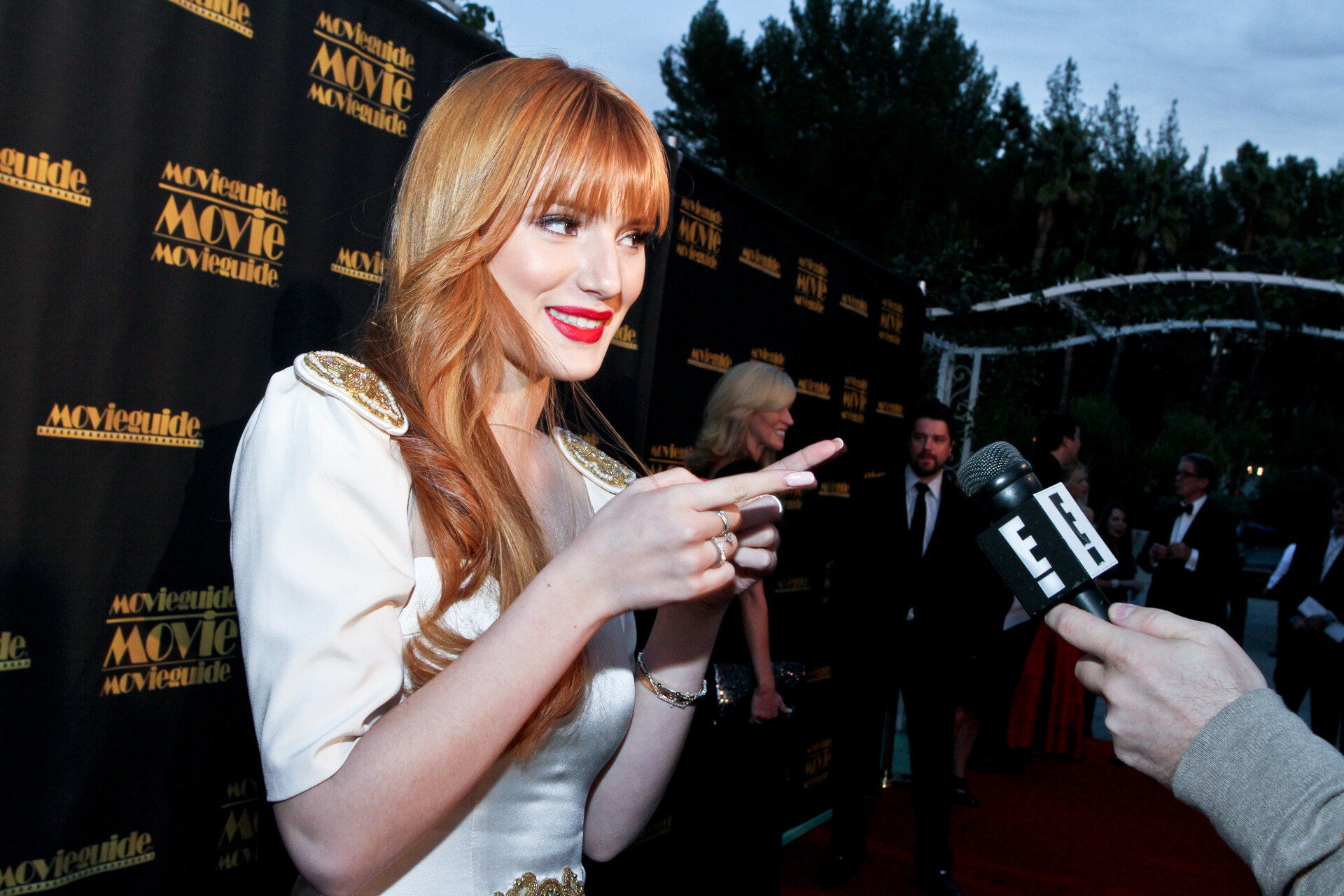
Thorne en los Movieguide Awards en 2013.

El 25 de julio de 2013, Disney Channel confirmó que Shake It Up se cancelaría después del final de la tercera temporada. El 23 de abril de 2013, Thorne anunció su álbum debut con once canciones. Thorne habló sobre el álbum y dijo: «Lo que los fans pueden esperar es que sea muy diferente a los demás porque no me gusta ser uno de esos artistas en los que puedes decir: 'Oh, sí, los conozco de esa canción.' Todas mis canciones son muy diferentes entre sí. Así que no quiero que me conozcan como un solo género». Thorne citó a Britney Spears, Kesha y Destiny's Child como influencias para el álbum. En 2013, se informó que Thorne había firmado un nuevo contrato para escribir una serie de libros, comenzando con su primera novela, Autumn Falls.

### 2014-2017: Actuaciones convencionales en cine y televisión
En 2014, Thorne coprotagonizó la comedia Blended, como la hija del personaje de Adam Sandler. También coprotagonizó las películas Alexander and the Terrible, Horrible, No Good, Very Bad Day (2014) y The Duff (2015), interpretando a antagonistas de escuela secundaria. El 30 de julio, Thorne participó en un episodio de la decimoquinta temporada de CSI: Crime Scene Investigation. El episodio, «The Book of Shadows», se emitió el 19 de octubre de 2014. Thorne apareció en la secuela de Mostly Ghostly: Who Let the Ghosts Out? (2008), titulada Mostly Ghostly: Have You Met My Ghoulfriend? (2014) como Cammy Cahill. El 15 de octubre, Thorne reveló que su álbum debut fue cancelado, diciendo que no estaba contenta con la «mala música autoajustada» que tenía en proceso. Lanzó un EP, Jersey, el 17 de noviembre. El sencillo principal del EP, «Call It Whatever», debutó en la lista Billboard Hot Dance Club Songs en el número cuarenta y siete, subiendo finalmente al número diez, pasando un total de diez semanas en la lista. Thorne ha firmado como uno de los protagonistas del thriller Big Sky de Manis Film; Thorne interpreta a Hazel. En 2014, Thorne fue elegida para la serie de MTV Scream, que es una adaptación televisiva basada en la serie original de películas de terror, Scream. A Thorne se le ofreció el papel principal de la serie, pero sintió que el papel de la «mala y terrible Nina» sería más icónico.

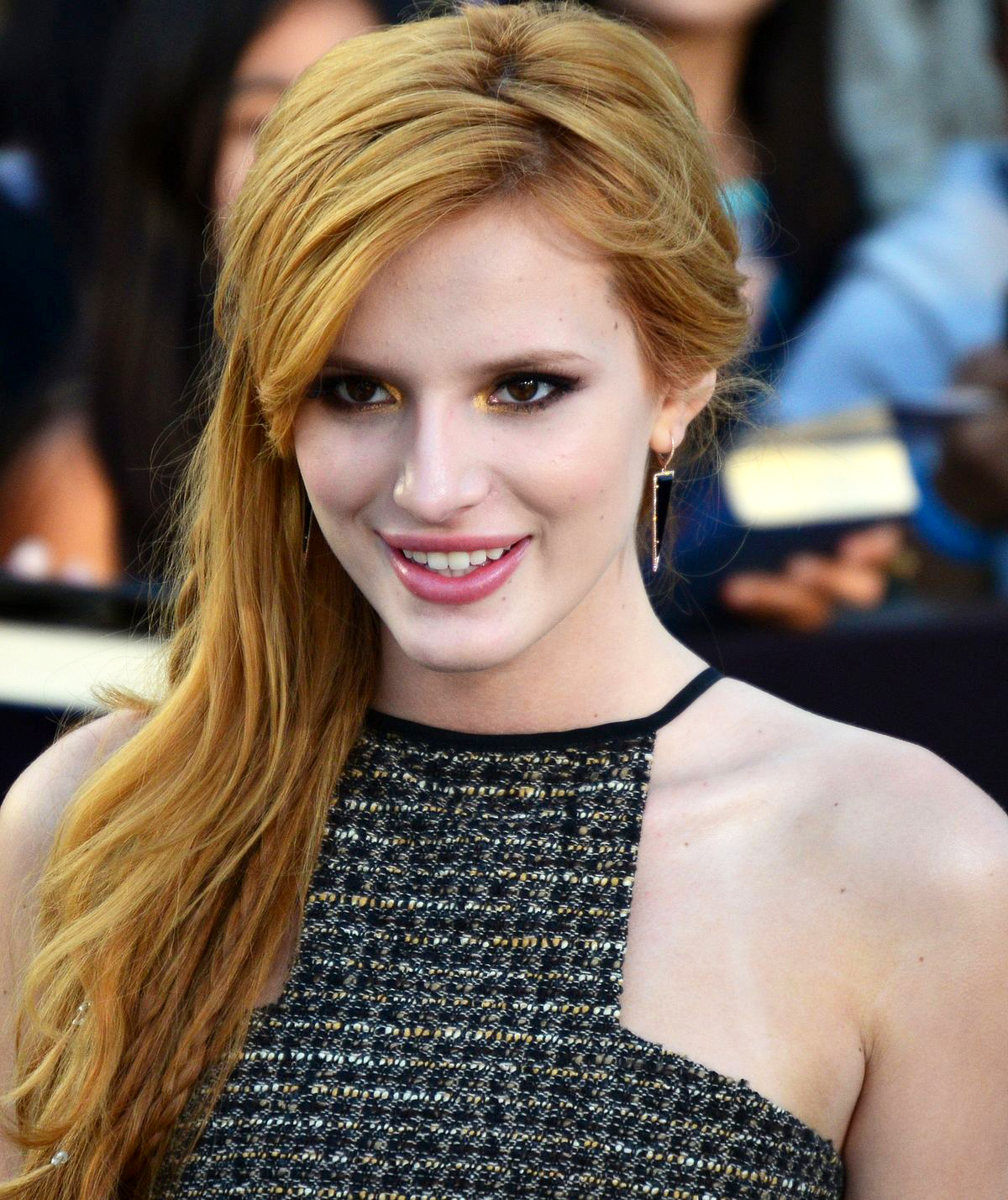
Thorne en el estreno de Divergent en abril de 2014.

En 2015, Thorne protagonizó de la película de Lifetime Perfect High como Amanda.En el mismo año, Thorne participó en el doblaje animado estadounidense de la película The Frog Kingdom, interpretando el papel de Princesa Frog. La película estaba programada para ser lanzada en video a pedido y en DVD a partir del 30 de junio de 2015 por Lionsgate Home Entertainment. El 1 de junio de 2015, se anunció que Thorne protagonizaría la película Shovel Buddies de AwesomenessTV, interpretando el papel de Kate. La película fue lanzada en iTunes el 11 de octubre de 2016. También interpretó a Jamie, una adolescente desilusionada que guarda intensamente un secreto personal, en la película Keep Watching. También en 2015, apareció como Ashley, una cantante joven y famosa en Alvin and the Chipmunks: The Road Chip.
En 2016, Thorne interpretó a Rain en Boo! A Madea Halloween de Tyler Perry. En 2017, Thorne regresó a la televisión con la serie dramática Famous in Love, transmitida en Freeform, en la que interpretó a Paige Townsen, una estudiante universitaria común que obtiene su gran oportunidad después de una audición para el papel protagónico en un éxito de taquilla de Hollywood. En marzo de 2017, Thorne se unió al elenco de la película de comedia negra Assassination Nation, que se estrenó en los cines el 21 de septiembre de 2018. Ese mismo año, Thorne protagonizó la película original de Netflix, You Get Me e hizo una aparición en el sencillo «Just Call» de Prince Fox. En octubre de ese año, Thorne apareció en la comedia slasher The Babysitter, dirigida por McG y lanzada directamente a Netflix. Repitió su papel en la secuela The Babysitter: Killer Queen (2020).

### 2018-presente: Proyectos recientes y continuación como cantante
Thorne protagonizó el drama romántico Midnight Sun, basado en la película japonesa del mismo nombre de 2006 y lanzado el 23 de marzo de 2018. También contribuyó con cinco canciones a la banda sonora, incluido el sencillo principal «Burn So Bright». Al mes siguiente, durante el festival de Coachella, anunció el lanzamiento de su propio sello discográfico llamado Filthy Fangs. En agosto de 2018, se reveló que su sello discográfico tiene un acuerdo de asociación con Epic/Sony y comenzó a trabajar en su álbum de estudio debut titulado What Do You See Now?. En mayo de 2018, anunció el lanzamiento de dos canciones tituladas «GOAT» y «Bitch I'm Bella Thorne».
En mayo de 2019, se informó que Thorne participó en la película de terror de ciencia ficción The Friendship Game. En agosto de 2019, Pornhub anunció que Thorne haría su debut como directora en su red. La película, Her & Him, se proyectó en el Festival Internacional de Cine de Oldemburgo del 11 al 20 de septiembre de 2019. En noviembre de 2019, Thorne ganó un premio Vision Award en la segunda entrega anual de los premios PornHub en Los Ángeles por Her & Him. En su discurso de aceptación, Thorne reveló una asociación con Pornhub para implementar un cambio en el algoritmo de marcado de la empresa.
En 2020, Thorne apareció como el cisne en la tercera temporada de The Masked Singer. Fue eliminada en su segunda aparición. También protagonizó junto a Jake Manley el thriller de atracos Infamous, que se lanzó el 12 de junio de 2020. Recibió elogios por su actuación, y el crítico Nick Allen afirma que tenía «la gran presencia clásica de alguien como Sandra Bullock, pero con su propio borde desaliñado [...] Thorne domina numerosas escenas que catapultan a su personaje de aspirante hambriento de influencia a arma como una superestrella de los selfies».
En agosto de 2020, Thorne se unió a OnlyFans y se convirtió en la primera persona en ganar $1 millón en las primeras 24 horas después de unirse a la plataforma. Ella ganó $2 millones en menos de una semana. Sus actividades en OnlyFans provocaron controversia después de ofrecer fotos de pago por evento de $200 que afirmó que estaban «desnudas», pero las fotos eran en realidad de ella usando lencería, lo que generó una gran cantidad de devoluciones de cargo y nuevas restricciones que limitaron la cantidad que las trabajadoras sexuales en la plataforma podrían cobrar y reducir los pagos a los creadores a un mes en lugar de a una semana. Sin embargo, OnlyFans negó que los cambios estuvieran relacionados con Thorne. Thorne afirmó que creó una cuenta como investigación para un papel en una próxima película con Sean Baker, lo que Baker negó. También afirmó que el dinero obtenido a través de la página se utilizaría para financiar su compañía de producción y se distribuiría a causas benéficas dignas.
En 2021, Thorne interpretar a Lily en la primera temporada en la serie dramática y musical Paradise City.También protagonizó otras películas, como Masqueradey Time Is Up.

#### Proyectos en desarrollo
En noviembre de 2020, lanzó la canción «Lonely», así como un video musical. Thorne protagonizará y actuará como productora ejecutiva en la película Habit, dirigida por Janell Shirtcliff, Chick Fight dirigida por Paul Leyden, y Leave Not One Alive junto a Melissa Leo, dirigida por Jordan Galland.y The Trainer, dirigida por Tony Kaye.

## Escritora
Además de sus carreras como actriz y cantante, Thorne también es una escritora publicada. En 2014, escribió Autumn Falls, la primera de una serie de tres novelas para adultos jóvenes, las otras dos son Autumn's Kiss (2015) y Autumn's Wish (2016), sobre una adolescente que navega a través de las trampas de la adolescencia con la ayuda de su diario, que puede tener vínculos con lo sobrenatural.
En julio de 2019, Rare Bird Books publicó The Life of a Wannabe Mogul: Mental Disarray Vol. 1, un libro de poesía autobiográfica de Thorne.

## Imagen pública

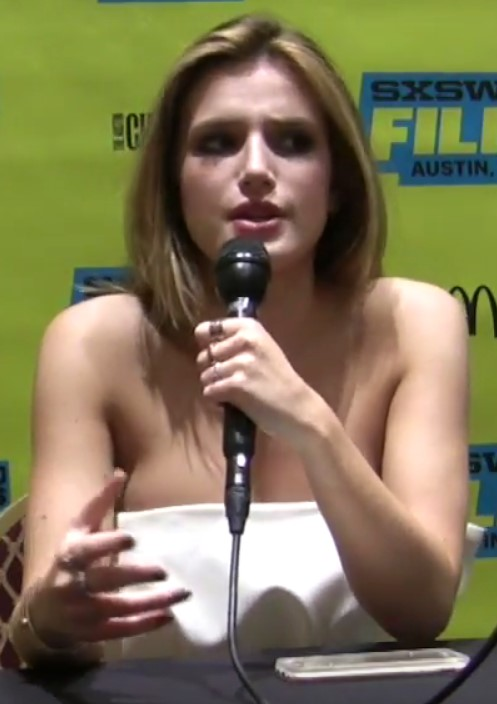
Thorne en el South by Southwest en 2016.

Thorne es reconocida por tener una imagen pública controvertida. Mientras trabajaba en Disney, afirmó que se sentía restringida y que «desearía haber sido fiel a mí misma» y que «después de Disney, tuve la oportunidad de encontrar mi verdadero yo y eso se refleja en todos mi trabajo de actuar, producir, dirigir y escribir. Tengo más libertad artística para seguir expresándome».
Thorne ha aparecido en más de 30 comerciales, incluidos Neutrogena y Texas Instruments. Sus campañas publicitarias incluyen Guess Jeans, Tommy Hilfiger, J.Lo Girls, Candie's, Ralph Lauren, Gap y Diesel. Ha aparecido en las portadas de las revistas Shape de Estados Unidos, Seventeen, Teen Vogue, Latina y Gay Times, Company del Reino Unido; Marie Claire y CosmoGirl de Indonesia; Elle de Canadá y Glamour y GQ de México. Ha aparecido en videos musicales de «Bedroom Floor» de Liam Payne, «Trust Me» de Bhad Bhabie y «Outta My Head» de Logan Paul.
Thorne apoya a Humane Society, Cystic Fibrosis Foundation y The Nomad Organization, que proporciona educación, alimentos y suministros médicos a niños en África. También se unió a PETA para alentar a la gente a boicotear y protestar contra SeaWorld, y reconoció que cuando era niña apareció en un comercial del parque temático.

## Vida personal

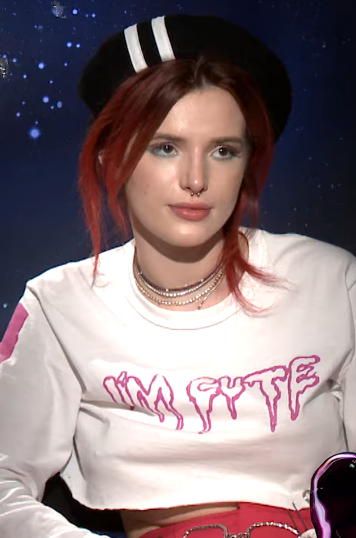
Bella Thorne en 2018

Thorne comenzó a salir con el entonces estudiante Tristan Klier en noviembre de 2011. Los dos se separaron después de casi tres años en 2014. Thorne salió con el actor inglés Gregg Sulkin desde 2015 hasta agosto de 2016. Poco después de la ruptura, el 23 de agosto de 2016, se declaró bisexual. En agosto de 2017, estaba en una relación con Blackbear. En 2017, salió con el rapero emo Lil Peep por un corto período. Tuvo una relación poliamorosa con el músico Mod Sun y la personalidad de los medios Tana Mongeau, saliendo con esta última de septiembre de 2017 a febrero de 2019 y con Mod Sun hasta abril de 2019. Desde abril de 2019, ha estado en una relación con el cantante italiano Benjamin Mascolo, del grupo musical Benji & Fede, y los dos anunciaron su compromiso en marzo de 2021. el 2 de junio de 2022, Mascolo anunció la ruptura de su relación con una publicación en su Instagram, la causa parece haber sido el tener que estar separados durante largos periodos de tiempo debido a sus horarios laborales conflictivos.
En julio de 2019, en una entrevista para Good Morning America, Thorne declaró ser pansexual.
En 2019, reveló haber sufrido abusos sexuales mientras trabajaba para Disney entre los 6 y los 14 años. En junio del mismo año, a Thorne le robaron fotos de desnudos por piratas informáticos que posteriormente la amenazaron con extorsión; en su lugar, publicó las fotografías ella misma. Más tarde ese año, abordó el tema de los deepfakes pornográficos.
En una entrevista de 2021 con Bloody Disgusting, Thorne declaró que ha sido fanática del género de terror durante toda su vida.

## Filmografía

### Cine
| Año  | Título                                                      | Rol                      | Notas          |
| ---- | ----------------------------------------------------------- | ------------------------ | -------------- |
| 2003 | Stuck on You                                                | MC Sideline              | Sin acreditar  |
| 2007 | Craw Lake                                                   | Julia                    | Cortometraje   |
| 2007 | Finishing the Game                                          | Sue                      |                |
| 2007 | Blind Ambition                                              | Annabella                |                |
| 2007 | The Seer                                                    | Claire Sue (joven)       |                |
| 2009 | Water Pills                                                 | Psych Out Girl           | Cortometraje   |
| 2009 | Forget Me Not                                               | Angela Smith (joven)     |                |
| 2010 | My Day. My Life                                             | Ella misma               | Documental     |
| 2010 | One Wish                                                    | La mensajera             |                |
| 2010 | Raspberry Magic                                             | Sarah Patterson          |                |
| 2012 | Katy Perry: Part of Me                                      | Ella misma               | Documental     |
| 2013 | Underdogs                                                   | Laura (joven)            | Voz            |
| 2013 | The Frog Kingdom                                            | Princesa Froglegs        | Voz            |
| 2014 | Blended                                                     | Hilary «Larry» Friedman  |                |
| 2014 | Mostly Ghostly: Have You Met My Ghoulfriend?                | Cammy Cahill             |                |
| 2014 | Alexander and the Terrible, Horrible, No Good, Very Bad Day | Celia Rodriguez          |                |
| 2014 | The Snow Queen 2: The Snow King                             | Gerda                    | Voz            |
| 2015 | The Duff                                                    | Madison Morgan           |                |
| 2015 | Big Sky                                                     | Hazel                    |                |
| 2015 | Alvin and the Chipmunks: The Road Chip                      | Ashley Grey              |                |
| 2016 | Shovel Buddies                                              | Kate                     |                |
| 2016 | Ratchet & Clank                                             | Cora                     | Voz            |
| 2016 | Boo! A Madea Halloween                                      | Rain                     |                |
| 2017 | You Get Me                                                  | Elizabeth «Holly» Viola  |                |
| 2017 | The Babysitter                                              | Allison                  |                |
| 2017 | Amityville: The Awakening                                   | Belle Walker             |                |
| 2017 | Keep Watching                                               | Jamie Mitchell           |                |
| 2018 | Assassination Nation                                        | Reagan                   |                |
| 2018 | I Still See You                                             | Veronica «Ronnie» Calder |                |
| 2018 | Midnight Sun                                                | Katie Price              |                |
| 2018 | The Death and Life of John F. Donovan                       | Jeanette                 |                |
| 2019 | Her & Him                                                   |                          | Directora      |
| 2020 | Infamous                                                    | Arielle                  |                |
| 2020 | The Babysitter: Killer Queen                                | Allison                  |                |
| 2020 | Chick Fight                                                 | Olivia                   |                |
| 2020 | Girl                                                        | Chica                    |                |
| 2021 | Masquerade                                                  | Rose                     |                |
| 2021 | Habit                                                       | Mads                     |                |
| 2021 | Time Is Up                                                  | Vivien                   |                |
| 2022 | Measure of Revenge                                          | Taz                      |                |
| 2022 | Game of Love                                                | Vivien                   |                |
| 2023 | Divinity                                                    | Ziva                     |                |
| 2023 | Rumble Through the Dark                                     | Annette                  |                |
| 2023 | Saint Clare                                                 | Clare Bleecker           | Postproducción |

### Televisión
| Año           | Título                         | Rol                       | Notas                                                                     |
| ------------- | ------------------------------ | ------------------------- | ------------------------------------------------------------------------- |
| 2006          | Entourage                      | Niña                      | Episodio: «I Wanna Be Sedated»                                            |
| 2007          | The O.C.                       | Taylor Townsend (joven)   | Episodio: «The Case of the Franks»                                        |
| 2007-2008     | Dirty Sexy Money               | Margaux Darling           | Personaje recurrente                                                      |
| 2008          | October Road                   | Angela Ferilli            | Episodio: «Stand Alone by Me»                                             |
| 2008          | My Own Worst Enemy             | Ruthy Spivey              | Elenco principal                                                          |
| 2009          | Little Monk                    | Wendy                     | Elenco principal                                                          |
| 2009          | In the Motherhood              | Annie                     | Episodio: «Practice What You Preach»                                      |
| 2009          | Mental                         | Emily                     | Episodio piloto                                                           |
| 2010          | Big Love                       | Tancy «Teenie» Henrickson | Elenco principal; 5 episodios                                             |
| 2010          | Wizards of Waverly Place       | Nancy Lukey               | Episodio: «Max's Secret Girlfriend»                                       |
| 2010-2013     | Shake It Up                    | CeCe Jones                | Protagonista                                                              |
| 2011          | Good Luck Charlie              | CeCe Jones                | Episodio: «Charlie Shakes It Up»                                          |
| 2011          | PrankStars                     | Ella misma                | Episodio: «Adventures in Dogsitting»                                      |
| 2012          | Frenemies                      | Avalon Greene             | Película para televisión                                                  |
| 2014          | Phineas and Ferb               | Brigitte (voz)            | Episodio: «Night of the Living Pharmacists»                               |
| 2014          | CSI: Crime Scene Investigation | Hannah Hunt               | Episodio: «The Book of Shadows»                                           |
| 2014          | Red Band Society               | Delaney Shaw              | Episodios: «How Did We Get Here?» & «What I Did For Love»                 |
| 2015          | K.C. Undercover                | Jolie                     | Episodio: «Spy-Anoia Will Destroy Ya»                                     |
| 2015          | Perfect High                   | Amanda                    | Película para televisión                                                  |
| 2015          | Scream                         | Nina Patterson            | 2 episodios                                                               |
| 2017-2018     | Famous in Love                 | Paige Townsen             | Elenco principal                                                          |
| 2019          | Speechless                     | Cassidy                   | Episodio: «P-R-O-M-P--PROMPOSAL»                                          |
| 2019          | Tales                          | Janelle                   | Episodio: «XO Tour Llif3»                                                 |
| 2020          | Robot Chicken                  | Jean Grey/Nermal (voz)    | Episodio: «Max Caenen in: Why Would He Know If His Mother's a Size Queen» |
| 2020          | The Masked Singer              | Swan                      | Participante (temporada 3)                                                |
| 2021-presente | Paradise City                  | Lily Mayflower            | Elenco principal                                                          |
| 2022          | American Horror Stories        | Marci                     | Episodio: «Drive»                                                         |

## Discografía

### Álbumes

#### EP
| Título | Detalles del EP                                                                                     | Estados Unidos |
| ------ | --------------------------------------------------------------------------------------------------- | -------------- |
| Jersey | - Publicado: 17 de noviembre de 2014 - Discográfica: Hollywood records - Formatos: descarga digital | 198            |

### Sencillos
| «Watch Me» (con Zendaya)                                           | 2011 | 86 | 9  | —  | —   | - RIAA: Oro | Shake It Up: Break It Down |
| «TTYLXOX»                                                          | 2012 | 97 | 15 | 71 | 170 |             | Shake It Up: Live 2 Dance  |
| «Call It Whatever»                                                 | 2014 | —  | —  | —  | —   |             | Jersey                     |
| «Phantom»                                                          | 2021 | 88 |    |    |     |             |                            |
| «—» indica que no se posicionó o no fue lanzado en ese territorio. |      |    |    |    |     |             |                            |

#### Como artista invitada
| Canción                                        | Año  | Álbum |
| ---------------------------------------------- | ---- | ----- |
| «Can't Stay Away» (IM5 featuring Bella Thorne) | 2012 | —     |

#### Sencillos promocionales
| Canción                                  | Año  | Álbum                     |
| ---------------------------------------- | ---- | ------------------------- |
| «Bubblegum Boy» (con Pia Mia)            | 2011 | —                         |
| «Fashion Is My Kryptonite» (con Zendaya) | 2012 | Shake It Up: Live 2 Dance |
| «Made in Japan» (con Zendaya)            | 2012 | Shake It Up: Live 2 Dance |
| «Contagious Love» (con Zendaya)          | 2013 | Shake It Up: I <3 Dance   |

### Otras apariciones
| Canción                                  | Año  | Otra(s) artista(s) | Álbum                           |
| ---------------------------------------- | ---- | ------------------ | ------------------------------- |
| «Something to Dance For/TTYLXOX Mash-Up» | 2012 | Zendaya            | Shake It Up: Live 2 Dance       |
| «The Same Heart»                         | 2012 | Zendaya            | Shake It Up: Live 2 Dance       |
| «Made in Japan»                          | 2012 | Zendaya            | Shake It Up: Live 2 Dance       |
| «Rockin' Around the Christmas Tree»      | 2012 | —                  | Disney Channel Holiday Playlist |
| «This Is My Dance Floor»                 | 2013 | Zendaya            | Shake It Up: I <3 Dance         |
| «Blow the System»                        | 2013 | —                  | Shake It Up: I <3 Dance         |
| «Get'cha Head In the Game»               | 2013 | —                  | Shake It Up: I <3 Dance         |
| «Christmas Wrapping»                     | 2013 | —                  | Holidays Unwrapped              |
| «Ring Ring (Hey Girls)»                  | 2014 | —                  | Disney Channel: Play It Loud    |
| «Let's Get Tricky»                       | 2014 | Roshon Fegan       | Disney Channel: Play It Loud    |

### Videos musicales
| Canción                          | Año  | Director        |
| -------------------------------- | ---- | --------------- |
| «Watch Me»                       | 2011 | Marc Klasfeld   |
| «Bubblegum Boy»                  | 2011 | —               |
| «Something to Dance For/TTYLXOX» | 2012 | Sanaa Hamri     |
| «Fashion Is My Kryptonite»       | 2012 | Marc Klasfeld   |
| «Can't Stay Away»                | 2012 | Walid Azami     |
| «Contagious Love»                | 2013 | Justin Francis  |
| «Call It Whatever»               | 2014 | Mickey Finnegan |
| «Jersey»                         | 2014 | —               |
| «One More Night»                 | 2014 | —               |
| «Paperweight»                    | 2014 | —               |
| «Boyfriend»                      | 2014 | —               |

## Premios y nominaciones
| Año  | Premio                     | Categoría | Trabajo nominado                                     | Resultado | Ref.            |
| ---- | -------------------------- | --- | ---------------------------------------------------- | --------- | --------------- |
| 2008 | Young Artist Awards        | Mejor actuación en una serie de televisión - Actriz joven invitada                                                                                    | The O.C.                                             | Nominada  | [ 139 ]         |
| 2009 | Young Artist Awards        | Mejor actuación en una serie de televisión - Actriz joven invitada                                                                                    | October Road                                         | Nominada  | [ 140 ]         |
| 2009 | Young Artist Awards        | Mejor actuación en una serie de televisión (Comedia o drama) - Actriz joven de reparto                                                                | My Own Worst Enemy                                   | Ganadora  | [ 140 ]         |
| 2010 | Young Artist Awards        | Mejor actuación en una serie de televisión - Actriz joven invitada                                                                                    | Mental                                               | Nominada  | [ 141 ]         |
| 2011 | Young Artist Awards        | Mejor actuación en una serie de televisión (Comedia o drama) - Actriz joven de reparto                                                                | Shake It Up                                          | Ganadora  | [ 142 ]         |
| 2011 | Young Artist Awards        | Mejor elenco joven en una serie de televisión (compartido con Zendaya, Davis Cleveland, Roshon Fegan, Adam Irigoyen, Kenton Duty & Caroline Sunshine) | Shake It Up                                          | Nominada  | [ 142 ]         |
| 2011 | Young Artist Awards        | Mejor actuación en una serie de televisión - Actriz joven invitada                                                                                    | Wizards of Waverly Place                             | Nominada  | [ 142 ]         |
| 2011 | Young Artist Awards        | Mejor actuación en una serie de televisión - Actriz joven recurrente                                                                                  | Big Love                                             | Nominada  | [ 142 ]         |
| 2011 | Premios Imagen             | Mejor actriz joven - Televisión | Shake It Up                                          | Nominada  | [ 143 ]         |
| 2012 | Young Artist Awards        | Mejor actuación en una serie de televisión - Actriz joven protagonista                                                                                | Shake It Up                                          | Nominada  | [ 144 ]         |
| 2012 | Young Artist Awards        | Mejor elenco joven en una serie de televisión (compartido con Zendaya, Davis Cleveland, Roshon Fegan, Adam Irigoyen, Kenton Duty & Caroline Sunshine) | Shake It Up                                          | Nominada  | [ 144 ]         |
| 2012 | Premios Imagen             | Mejor actriz joven - Televisión | Shake It Up                                          | Ganadora  | [ 145 ]         |
| 2012 | Hollywood Teen TV Awards   | Actriz de televisión favorita | Shake It Up                                          | Nominada  | [ 146 ]         |
| 2012 | Premios ALMA               | Actriz de TV Favorita - Comedia | Shake It Up                                          | Nominada  | [ 147 ]         |
| 2013 | Young Artist Awards        | Mejor actuación en Una película de TV, miniserie, especial o piloto - Actriz joven de reparto                                                         | Frenemies                                            | Nominada  | [ 148 ]         |
| 2013 | Young Hollywood Awards     | Uno para mirar | Ella misma                                           | Ganadora  |                 |
| 2014 | Young Hollywood Awards     | Eres tan elegante | Ella misma                                           | Ganadora  | [ 149 ]         |
| 2014 | Young Hollywood Awards     | Mejor superestrella de las redes sociales | Ella misma                                           | Nominada  | [ 149 ]         |
| 2014 | Teen Choice Awards         | Elección femenina hottie | Ella misma                                           | Nominada  | [ 150 ]         |
| 2015 | Shorty Awards              | Actriz | Ella misma                                           | Ganadora  | [ 151 ]         |
| 2015 | Teen Choice Awards         | Mejor villana | The Duff                                             | Ganadora  | [ 152 ]         |
| 2015 | Teen Choice Awards         | Choice TV: ladrón de escenas | Scream                                               | Nominada  | [ 152 ]         |
| 2017 | Teen Choice Awards         | Mejor actriz de televisión: Drama | Famous in Love                                       | Nominada  | [ 153 ]         |
| 2017 | Teen Choice Awards         | Mejor actriz de película de verano | Amityville: The Awakening                            | Nominada  | [ 154 ]         |
| 2018 | Teen Choice Awards         | Mejor actriz de televisión: Drama | Famous in Love                                       | Nominada  | [ 155 ] [ 156 ] |
| 2018 | Teen Choice Awards         | Mejor actriz de película dramática | Midnight Sun                                         | Nominada  | [ 155 ]         |
| 2018 | Teen Choice Awards         | Ship de película | Bella Thorne & Patrick Schwarzenegger – Midnight Sun | Nominada  | [ 155 ]         |
| 2019 | Pornhub Awards             | Premio Visionary | Her & Him                                            | Ganadora  | [ 157 ]         |
| 2019 | German Independence Awards | Mejor cortometraje | Her & Him                                            | Nominada  |                 |
| 2020 | Premios AVN                | Mejor guion dramático | Her & Him                                            | Nominada  | [ 158 ]         |
| 2020 | Premios AVN                | Mejor mediometraje | Her & Him                                            | Nominada  | [ 158 ]         |
| 2020 | Premio XBIZ                | Mejor dirección artística | Her & Him                                            | Nominada  | [ 159 ]         |